# كنيس جرجيس

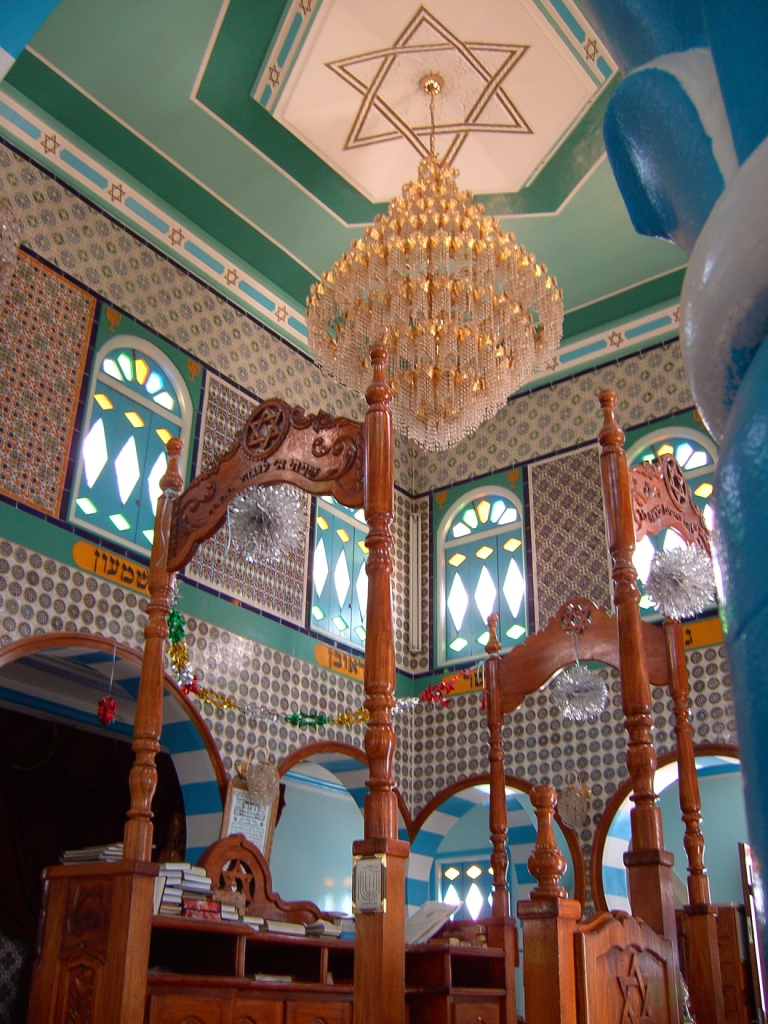
صورة لداخل الكنيس

كنيس جرجيس، هو كنيس يقع في مدينة جرجيس في الجنوب الشرقي للبلاد التونسية. شيد الكنيس، الذي يغلب على طرازه المعماري الطابع الموريسكي، في بداية القرن العشرين ليكون معبدا للجالية اليهودية البالغة آنذاك حوالي ألف شخص. تعرض الكنيس للإحراق في أكتوبر 1983 على خلفية الأحداث في الشرق الأوسط والاحتلال الإسرائيلي للبنان ، قبل أن يقع ترميمه. يحتضن الكنيس، الذي مازالت تقيم فيه الصلوات، مدرسة توراتية.